# 内变形虫属
内变形虫属（学名：Endamoeba），也称肠阿米巴属、肠变形虫属，为内阿米巴科的一个属。

## 下属物种
本属包括以下物种：
- Endamoeba blattae (Bütschli, 1878) Leidy, 1879
- Endamoeba lutea
- Endamoeba similans